# Пизикс, Арвис
Арвис Пизикс (латыш. Arvis Piziks, род. 12 сентября 1969, Гулбене) — латвийский шоссейный велогонщик.

## Карьера
Арвис Пизикс начал заниматься велоспортом в октябре 1981 года в Валмиерской детской спортивной школе под руководством Яниса Силиньша.
Трижды был включён в состав сборной Латвии 1992, 1996, 2000 годов для участия в летних Олимпийских играх. На них выступал в групповой гонке, заняв соответственно 8-е, 18-е и 22-е места.
За время профессиональной карьеры с 1995 по 2003 год четыре раза стартовал на Тур де Франс. Принял участие в престижных однодневках Милан — Сан-Ремо, Гент — Вевельгем, Тур Фландрии, Париж — Рубе, Амстел Голд Рейс, Париж — Брюссель, Париж — Тур, Дварс дор Фландерен. Наивысшим успехом на них стало третье место на  Дварс дор Фландерен 2001 года.
Стал чемпионом Латвии в групповой гонке в 2000 году. Несколько раз выступил на чемпионате мира.
Окончил 
Латвийскую спортивно-педагогическую академию.

## Достижения
1989
Гонка страховой компании FBD
2-й в генеральной классификации
7-й этап
1991
Vaux-Eupen-Vaux
4-й этап на Тур провинции Льеж
3-й этап на Тур Эно
2-й на Круг Валлонии
1992
Vuelta Malaga
1-й в генеральной классификации
1-й этап
Пояс Майорки
1-й в генеральной классификации
2-й этап
2-й этап на Тур Швеции
Вуэльта Бидасоа
3-й в генеральной классификации
1-й этап (ITT)
6-й этап на Вуэльта Наварры
Grand Prix de l'Équipe et du CV 19e
Монпелье — Барелона
2-й в генеральной классификации
один из этапов
3-й на Вуэльта Толедо
8-й на Олимпийских играх — групповая гонка
1993
Гамильтон Банк Классик
Пролог и 1-й этап на Гран-при Вильгельма Телля
Tour de Cantabrie amateurs
2-й в генеральной классификации
4-й, 6-й и 8-й этапы
5-й и 10-й этапы на Тур Рейнланд-Пфальца
5-й на Чемпионат мира — групповая гонка среди любителей
1994
7-й этап на Тур Нормандии
Франко-Бельгийское кольцо
2-й в генеральной классификации
4-й и 6-й этапы
Гран-при Франсуа Фабера
1-й в генеральной классификации
2-й этап
Тур Швеции
3-й в генеральной классификации
4-й этап
Internatie Reningelst
3-й на Гент — Вевельгем U23
1995
2-й на Дрёйвенкурс Оверейсе
2-й на Гран-при кантона Аргау
3-й на Де Кюстпейл
1996
4-й этап на Тур Лимузена
1-й этап на Тур Дюпона
2-й и 5-й этапы на Херальд Сан Тур
2-й на Венендал — Венендал
1997
3-й на Чемпионат Латвии — индивидуальная гонка
3-й на Венендал — Венендал
1998
2-й этап на Херальд Сан Тур
5-й этап на Тур Гессена
2-й на Чемпионат Латвии — групповая гонка
3-й на Чемпионат Латвии — индивидуальная гонка
1999
2-й на Чемпионат Фландрии
2-й на Гран-при Хернинга
3-й на Чемпионат Латвии — индивидуальная гонка
2000
 Чемпион Латвии — групповая гонка
Гран-при Самсунг Мобайла
2-й этап на Четыре дня Дюнкерка
2001
2-й на Гран-при Хернинга
2-й на Тур Пикардии
2-й на Фёрст Юнион Классик
2-й на Чемпионат Латвии — индивидуальная гонка
3-й на Гран-при Самсунг Мобайла
3-й на Дварс дор Фландерен
2002
Сааремаа Велотуур
1-й в генеральной классификации
2-й этап
2-й на Чемпионат Латвии — групповая гонка
2-й на Чемпионат Латвии — индивидуальная гонка

## Статистика выступлений
| Гранд-туры      |      |      |      |      |
| Гонка           | 1995 | 1996 | 2000 | 2002 |
| Джиро д'Италия  | —    | —    | —    | —    |
| Тур де Франс    | 91   | DNF  | 93   | 152  |
| Вуэльта Испании | —    | —    | —    | —    |

## Рейтинги
| Год                      | 2001 |
| ------------------------ | ---- |
| Мировой рейтинг FICP/UCI | 74-й |
|                          |      |
| Источник: UCI            |      |